# Andrés Sánchez Robayna
Andrés Sánchez Robayna (Santa Brígida, Gran Canaria, España, 17 de diciembre de 1952-Tegueste, Tenerife, 11 de marzo de 2025)fue un poeta, ensayista y traductor de poesía español.

## Biografía
Nació el 17 de diciembre de 1952 en Santa Brígida (Gran Canaria). Comenzó los estudios de Filosofía y Letras en la Universidad de La Laguna y en 1972 se trasladó a Barcelona para cursar la especialidad de Filología Hispánica en la Universidad de Barcelona,en la que se doctoró en 1977 con una tesis sobre la poesía de Alonso Quesada.Fue conferenciante y profesor en diversos centros y universidades de Europa y de América, y, desde 1995, catedrático de Literatura Española de la Universidad de La Laguna.
En 1976 funda y dirige la revista Literradura (Barcelona),de la que salieron doce números. En 1983 funda la revista Syntaxis, que se publica durante diez años en Tenerife, hasta 1993. Fue director de la sede canaria de la Universidad Internacional Menéndez Pelayo, así como director del Departamento de Debate y Pensamiento del Centro Atlántico de Arte Moderno (CAAM), de Las Palmas de Gran Canaria, a raíz de su fundación, y también dirigió el Taller de Traducción Literaria de la Universidad de La Laguna.

## Obra

### Obra poética
- Día de aire (Tiempo de efigies). El Ancla en la Ribera, 1970.
- Clima. Edicions del Mall, 1978.
- Tinta. Edicions del Mall, 1981.
- La roca. Edicions del Mall, 1984.
- Palmas sobre la losa fría. Cátedra, 1989.
- Fuego blanco. Àmbit Serveis Editorials, 1992.
- Sobre una piedra extrema. Ave del Paraíso Ediciones, 1995.
- Inscripciones. Ediciones La Palma, 1999.
- El libro, tras la duna. Pre-Textos, 2002. Reedición: Sexto Piso, 2019, con prólogo de Yves Bonnefoy.[5]
- La sombra y la apariencia. Tusquets, 2010.
- Por el gran mar. Galaxia Gutenberg, 2019

### Antologías y Obra reunida
- Poemas 1970-1985. Edicions del Mall, 1987.
- Poemas 1970-1995. Vuelta, 1997.
- Poemas 1970-1999. Galaxia Gutenberg, 2000.
- En el cuerpo del mundo: obra poética (1970-2002). Galaxia Gutenberg-Círculo de Lectores, 2003.
- Ideas de existencia. Antología poética, 1970-2002. Aldus, 2006.
- El espejo de tinta. Antología poética, 1970-2010. Ed. de J. F. Ruiz Casanova. Cátedra, Letras Hispánicas, 2012.
- Al cúmulo de octubre. Antología poética, 1970-2015. Visor, 2015.
- En el cuerpo del mundo: obra poética (1970-2022). Galaxia Gutenberg-Círculo de Lectores, 2023.

### Obra en colaboración
- Sobre una confidencia del mar griego: precedido de Correspondencias, en colaboración con Antoni Tàpies. Huerga y Fierro Editores, 2005.
- En el centro de un círculo de islas, dibujos de José Manuel Broto. Fundación César Manrique, 2007.
- Reflejos en el día de año nuevo, en colaboración con José María Sicilia. Museo Internacional de Arte Contemporáneo (Lanzarote), 2008.

### Diarios
- La inminencia. Diarios 1980-1995. Fondo de Cultura Económica, 1996.
- Días y mitos. Diarios, 1996-2000. Fondo de Cultura Económica, 2002.
- Mundo, año, hombre. Diarios, 2001-2007. Fondo de Cultura Económica, 2016.

### Ensayo
- El primer Alonso Quesada: la poesía de El lino de los sueños. Plan Cultural, 1977.
- Tres estudios sobre Góngora. Edicions del Mall, 1983.
- La luz negra. Ediciones Júcar, 1985.
- Para leer 'Primero sueño' de Sor Juana Inés de la Cruz. Fondo de Cultura Económica, 1991.
- Poetas canarios de los Siglos de Oro. Instituto de Estudios Canarios, 1992.
- Estudios sobre Cairasco de Figueroa. Real Sociedad Económica de Amigos del País de Tenerife, 1992.
- Silva gongorina. Cátedra, 1993.
- Pedro Álvarez de Lugo y la moralística española del Barroco. Viceconsejería de Cultura y Deportes del Gobierno de Canarias,1993.
- La victoria de la representación: lectura de Severo Sarduy. Episteme, 1996.
- La sombra del mundo. Pre-Textos, 1999.
- Deseo, imagen, lugar de la palabra. Galaxia Gutenberg-Círculo de Lectores, 2008.
- Cuaderno de las islas. Lumen, 2011.
- Variaciones sobre el vaso de agua. Galaxia Gutenberg-Círculo de Lectores, 2015.
- Nuevas cuestiones gongorinas (Góngora y el gongorismo). Biblioteca Nueva, 2018.
- Jorge Oramas o El tiempo suspendido. Galaxia Gutenberg-Círculo de Lectores, 2018.
- Borrador de la vela y la llama. Galaxia Gutenberg-Círculo de Lectores, 2022.
- Las ruinas y la rosa. Galaxia Gutenberg-Círculo de Lectores, 2024.

### Ediciones
- Antología poética de Alonso Quesada. Plaza y Janés, 1981.
- Museo atlántico. Antología de la poesía canaria. Interinsular Canaria, 1983.
- Canarias: las vanguardias históricas. Viceconsejería de Cultura y Deportes del Gobierno de Canarias, 1992.
- Obras completas de Domingo López Torres, en colaboración con C. B. Morris. Cabildo Insular de Tenerife, 1993.
- Sonetos a los héroes ilustres y sucesos insignes de Hungría de Juan Bautista Poggio Monteverde. Facsímiles de Canarias, 1993.
- Convalecencia del alma de Pedro Álvarez de Lugo. Facsímiles de Canarias, 1993.
- Paradiso: siete poetas (antología). Syntaxis, 1994.
- El fulgor: antología poética (1953-1996) de José Ángel Valente. Galaxia Gutenberg-Círculo de Lectores, 1998.
- Las rosas de Hércules de Tomás Morales. Mondadori, 2000.
- Las ínsulas extrañas: antología de poesía en lengua española (1950-2000), en colaboración con José Ángel Valente, Blanca Varela y Eduardo Milán. Círculo de Lectores-Galaxia Gutenberg, 2004.
- Poesía hispánica contemporánea: ensayos y poemas, en colaboración con Jordi Doce. Galaxia Gutenberg-Círculo de Lectores, 2005.
- El mar inverosímil. Antología poética de Emeterio Gutiérrez Albelo. Ediciones La Palma, 2005.
- Obras completas de José Ángel Valente. 2 vols. Galaxia Gutenberg-Círculo de Lectores, 2006-2008.
- Alejandro Cioranescu: de la literatura comparada a los estudios canarios. Instituto de Estudios Canarios, 2009.
- Presencia de José Ángel Valente. Universidade de Santiago de Compostela, 2010.
- Literatura y territorio. Hacia una geografía de la creación literaria en los Siglos de Oro. Academia Canaria de la Historia, 2010.
- Diario anónimo de José Ángel Valente. Galaxia Gutenberg, 2011.

### Traducciones
- Me hizo Joan Brossa. Sabaei, 1973.
- Años de aprendizaje: obras completas, de Salvador Espriu, en colaboración con Ramon Pinyol. 3 vols. Edicions del Mall, 1980-1981.
- Poemas de Wallace Stevens. Plaza y Janés,1980.
- Antología de Joan Brossa. Ediciones Libertarias-Prodhufi, 1985.
- La educación de los cinco sentidos de Haroldo de Campos. Àmbit Serveis Editorials, 1990.
- Viaje por la sextina de Joan Brossa. Dador Ediciones, 1991.
- Diecinueve versiones. Instituto Giner de los Ríos, 1995.
- Poemes-Poemas de Joan Brossa. Fundación César Manrique, 1997.
- El preludio (1799) de William Wordsworth, en colaboración con Fernando Galván. Taller de Traducción Literaria, 1999.
- De la simple existencia: antología poética de Wallace Stevens. Galaxia Gutenberg-Círculo de Lectores, 2003.
- Crisantiempo de Haroldo de Campos. Acantilado, 2006.
- De Keats a Bonnefoy: versiones de poesía moderna. Diez años del Taller de Traducción Literaria. Pre-Textos, 2006.
- Cuadernos de Paul Valéry, en colaboración con Marise Privat y Fátima Sainz. Galaxia Gutenberg-Círculo de Lectores, 2007.
- Poesía completa de Ramón Xirau. Fondo de Cultura Económica, 2007.
- Don Juan, príncipe de las tinieblas de Josep Palau i Fabre, en colaboración con Clara Curell. Teatro Español, 2008.
- Pau Brasil de Oswald de Andrade. Fundación Juan March, 2009.
- Ars poetica: versiones de poesía moderna. Quince años del Taller de Traducción Literaria. Pre-Textos, 2011.
- Las llamas sobre el agua: versiones de poesía moderna. Veinte años del Taller de Traducción Literaria. Pre-Textos, 2016.

## Galardones
- Premio de Traducción entre Lenguas Españolas de 1982.
- Premio de la Crítica de poesía castellana de 1984.[2]